# Heinz Neumann (Politiker)

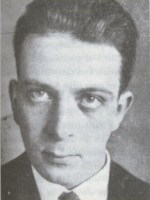
Heinz Neumann (1930)

Heinz Neumann, auch Heinz-Werner Neumann (* 6. Juli 1902 in Berlin; † 26. November 1937 in der Sowjetunion) war ein deutscher Politiker (KPD) und Journalist. Er war KPD-Vertreter bei der Kommunistischen Internationalen, Chefredakteur der Parteizeitung Die Rote Fahne und Mitglied des Reichstags.

## Leben
Aus einer bürgerlichen Familie stammend kam Heinz Neumann während seines Philologiestudiums mit marxistischen Ideen in Kontakt und wurde 1920 vom damaligen Generalsekretär Ernst Reuter in die Kommunistische Partei Deutschlands (KPD) aufgenommen und dort zunächst von August Thalheimer gefördert. Ab 1921 schrieb Neumann Leitartikel für verschiedene KPD-Zeitungen und wurde nach der Aufgabe seines Studiums 1922 Redakteur der Roten Fahne. Während eines sechsmonatigen Gefängnisaufenthaltes lernte er Russisch, so dass er Ende 1922 während einer Reise in die Sowjetunion mit sowjetischen Parteifunktionären, darunter Generalsekretär Josef Stalin, mit dem Neumann von nun an bis 1932 eng kooperierte, auch ohne Dolmetscher sprechen konnte.
In der KPD zunächst zum linken Flügel um Ruth Fischer gehörend, verbündete er sich 1923 mit Arthur Ewert und Gerhart Eisler und wurde politischer Leiter im Parteibezirk Mecklenburg. Nach dem Hamburger Aufstand zeitweise illegal lebend, floh Neumann 1924 nach Wien und wurde von dort 1925 in die Sowjetunion ausgewiesen, wo er im gleichen Jahr Iwan Katz als KPD-Vertreter bei der Kommunistischen Internationalen (Komintern) ablöste. Von Moskau aus spielte Neumann bis 1927 eine wichtige Rolle in dem als „Bolschewisierung“ bezeichneten Prozess und bei der Ablösung Ruth Fischers und Arkadi Maslows vom Parteivorsitz, welche die KPD unter die Kontrolle Stalins und ihn selbst in das Zentralkomitee der Partei brachte. Von Juli bis Dezember 1927 vertrat er die Komintern in China. Mit dem georgischen Kommunisten Bessarion Lominadse organisierte er den Aufstand in Guangzhou am 11. Dezember 1927, bei dem rund 25.000 Kommunisten umkamen.
1928 ging Neumann nach Deutschland zurück und war seit der Ausschaltung der „Versöhnler“ im Rahmen der Wittorf-Affäre neben Ernst Thälmann und Hermann Remmele der wichtigste Politiker der KPD. Er galt in dieser Phase als wichtigster Theoretiker der Partei und wurde Chefredakteur der Roten Fahne. Als „Chefideologe“ war Neumann federführend für die ultralinke Linie (Revolutionäre Gewerkschafts-Opposition und Sozialfaschismusthese) der Partei verantwortlich, trat aber auch gleichzeitig für einen entschiedenen Kampf gegen die Nationalsozialistische Deutsche Arbeiterpartei (NSDAP) ein und prägte die in der KPD bis 1932 gültige Formel „Schlagt die Faschisten, wo ihr sie trefft!“
Neumann galt als „Leiter des Polbüros hinter den Kulissen“ und wurde mit der Reichstagswahl 1930 für die KPD ins Parlament gewählt. Ab 1931 entwickelte er Differenzen zu Stalin und Thälmann, da diese aus seiner Sicht die Gefahr einer Machtübernahme der NSDAP unterschätzten. In den darauffolgenden fraktionellen Auseinandersetzungen unterlag er im April 1932 und wurde im Oktober 1932 von seinen Funktionen entbunden. Ebenso verlor er mit der Reichstagswahl November 1932 sein Abgeordnetenmandat.
Neumann und Hans Kippenberger waren führende Leiter des 1931 gegründeten bewaffneten Parteiselbstschutzes und galten als maßgebliche Auftraggeber der Morde auf dem Bülowplatz vom 9. August 1931. Neumanns damalige Lebensgefährtin Margarete Buber-Neumann bestritt jedoch eine solche Verwicklung: „Heinz Neumann war ein Gegner des individuellen Terrors, hatte nichts mit dem Terrorapparat der KPD zu tun.“
Neumann wurde als Emissär der Komintern nach Spanien versetzt und stand nach der Machtergreifung der Nationalsozialisten auf der ersten Ausbürgerungsliste des Deutschen Reichs von 1933. Illegal in der Schweiz lebend, musste er im Januar 1934 Selbstkritik üben. Man warf ihm vor, er habe gemeinsam mit Hermann Remmele die Partei spalten wollen. Ende 1934 in Zürich von der Schweizer Fremdenpolizei verhaftet, wurde er dort ein halbes Jahr inhaftiert und 1935 in die Sowjetunion ausgewiesen. Hier geriet er in den Großen Terror und wurde im Rahmen der Deutschen Operation des NKWD am 27. April 1937 verhaftet und am 26. November 1937 vom Militärkollegium des Obersten Gerichtes der UdSSR zum Tode verurteilt und noch am selben Tag erschossen.
Margarete Buber-Neumann, die seit Sommer 1929 mit Neumann liiert war, wurde nach seinem Verschwinden ebenfalls verhaftet und 1940 von sowjetischen Stellen an den NS-Staat ausgeliefert. Über ihre Jahre mit Heinz Neumann, über ihre gemeinsame Zeit in Berlin, in der Sowjetunion, in Spanien, der Schweiz und schließlich wieder in Moskau und über die Abkehr Neumanns vom Stalinismus berichtete sie im ersten Teil ihrer Autobiografie.

## Publikationen
- Die vaterländischen Mörder Deutschlands. Bayern in der kleinen Entente. Das Ergebnis des Münchener Hochverratsprozesses. Mit Karl Borromäus Frank. Vereinigung Internationaler Verlagsanstalten, Berlin 1923, DNB 574727434.
- Was ist Bolschewisierung? Hoym-Verlag, Hamburg 1925, DNB 575230231.
- Maslows Offensive gegen den Leninismus. Kritische Bemerkungen zur Parteidiskussion. Hoym-Verlag, Hamburg 1925, DNB 575230215 (Digitalisat bei der Deutschen Nationalbibliothek).
- Der ultralinke Menschewismus. Vereinigung Internationaler Verlagsanstalten, Berlin 1926, DNB 575230207.
- Durch rote Einheit zur Macht. Heinz Neumanns Abrechnung mit der Politik der sozialdemokratischen Parteivorstandes. Gekürzte, bearbeitete Fassung der Rede in der Neuen Welt in Berlin-Neukölln, 8. September 1931. KPD, Berlin 1931, DNB 575230185 (Digitalisat bei der Deutschen Nationalbibliothek).
- Prestes, der Freiheitsheld von Brasilien. Verlagsgenossenschaft ausländischer Arbeiter in der UdSSR, Moskau 1936, DNB 993333052 (Digitalisat bei der Deutschen Nationalbibliothek).